# バレンツ包囲
バレンツ包囲(バレンツほうい、英語: Siege of Barentu)は1978年に起きた、当時のエチオピア北部にあたるエリトリア州西部のバレンツ周辺で行われた戦闘である。

## 概要
バレンツ包囲はマッサワの戦いの後1978年に起きたエチオピア北部のエリトリア州西部（現・エリトリア・ガシュ・バルカ地方）・バレンツ周辺で行われた戦闘である。
共同作戦を行ったエリトリア解放戦線（ELF）及びエリトリア人民解放戦線(EPLF)と社会主義エチオピアとの間で行われた戦闘であり、エリトリア独立戦争の戦況を大きく左右した戦闘だった。また、この戦闘を通じてソヴィエト連邦のエリトリア独立戦争への直接的な介入が初めて行われた。

## 作戦
バレンツ市街はエチオピア軍の大規模な守備隊が駐留していた。この守備隊は頻繁な工事で市街を要塞化し、さらに戦力を充実させるために民兵を育成していた。この戦闘にかかわる指示の多くはソ連の軍事顧問から直接指示されたものであった。
エリトリアの分離独立勢力であるエリトリア解放戦線（ELF）及びエリトリア人民解放戦線（EPLF）によるバレンツ包囲の実行中、ソ連は航空支援を行うことで社会主義エチオピア政府側の制空権を確保した。この航空支援は初めて大規模な共同作戦を行ったELFとEPLFに多大な犠牲を強い、多くの死者・負傷者を出した。この共同作戦の失敗は独立戦争の以降の独立勢力側の作戦に多大な影響を与えた。結局独立勢力による包囲戦は失敗に終わり、エチオピアはバレンツ市街を保持し続けたが、この戦闘以降エチオピアはソ連からの援助及び助言に依存するようになった。
また、この包囲戦の失敗及び包囲戦を通じて強いられたELF及びEPLFの消耗は前年のマッサワの戦いでの敗戦とあわせて独立勢力の「戦略的撤退」に繋がっていった。